# Плотников, Иван Степанович (физикохимик)
Иван Степанович Плотников (1878—1955) — физикохимик, профессор Московского университета, создатель и руководитель Физико-технического института Загребского университета.

## Биография
Окончил Тамбовскую гимназию (1897) и физико-математический факультет Московского университета с дипломом 1-й степени (1901). Ученик Н. А. Умова, В. Ф. Лугинина, А. П. Соколова. В студенческие годы проявилась склонность Плотникова к использованию математических методов в изучении химических процессов; в испытательную комиссию представил сочинение «Учение о химическом равновесии в приложении к распределению оснований между кислотами», выполненную под руководством Лугинина. С 1901 по 1907 годы он совершенствовал образование в Лейпцигском университете, одновременно работая в Физико-химическом институте В. Ф. Оствальда, где в 1905 году защитил диссертацию «Reaktionsgeschwindigkeiten bei tiefen Temperaturen» и получил степень доктора философии Лейпцигского университета; был назначен ассистентом Оствальда, после отставки которого в 1907 году вернулся в Россию.
С 1908 года был сверхштатным лаборантом при лаборатории органической и аналитической химии Н. Д. Зелинского при кафедре химии физико-математического факультета Московского университета; напечатал исследование «Кинетика фотохимических реакций» (Москва: т-во тип. А. И. Мамонтова, 1908). В 1909 году был утверждён в звании приват-доцента (читал курс «Опытной физической химии», в 1910 году впервые ввёл в преподавание в Московском университете фотохимию). В 1910 году, несмотря на устойчивую оппозицию определённой части профессуры (И. А. Каблукова и П. И. Лебедева), при поддержке Н. Д. Зелинского, В. Оствальда и П. Вальдена защитил в Московском университете магистерскую диссертацию «Кинетика фотохимических реакций». Организовал в 1911/1912 совместно с профессором Б. В. Станкевичем физический коллоквиум.
В 1912 году представил к защите докторскую диссертацию «Исследования фотохимических явлений» и был назначен и. д. экстраординарного профессора. В 1913 году он основал и открыл фотохимическую лабораторию Московского университета (первоначально состоявшую из 2-х отделений: оптического и фотохимического; позднее создано фотоэлектрическое; оборудовал лабораторию на уровне мировых стандартов: большую часть приборов пожертвовал сам Плотников. В 1914 году возглавил объединённую лабораторию неорганической, физической химии и фотохимии. В 1915 году, несмотря на противодействие со стороны Каблукова, он защитил докторскую диссертацию в Новороссийском университете и в феврале 1916 года был назначен ординарным профессором Московского университета по кафедре химии. В марте 1917 года[уточнить] был уволен из Московского университета. Заведование лабораторией передал Каблукову, фотохимическое отделение было ликвидировано.
Эмигрировал и в 1919 году благодаря помощи В. Нернста возглавил научную фотохимическую лабораторию фирмы «Agfa» в Берлине. В 1920 году он был приглашён на должность ординарного профессора физики и химии технического факультета в Высшую техническую школу Загреба, при которой основал химическое отделение. В 1926 году создал и возглавил Физико-технический институт при Загребском университете.
Большое внимание уделял технике фотохимического эксперимента, конструировал новые приборы, обучал этому своих учеников. В стенах фотохимической лаборатории Московского университета создал новые модификации светового термостата, светофильтры для УФ-области, триболюминескоп и др. В зарубежный период своей деятельности также создал несколько аппаратов для фотохимических и термоэлектрических измерений (термофотометр, фотохимический аппарат с «вращательной» экспозицией и др.), а также специальное оборудование для применения в медицине и биологии. Фотохимические аппараты Плотникова выставлены в немецком музее истории науки, как важнейшие изобретения техники фотохимического эксперимента в XX веке.

## Научные труды
Автор свыше 300 статей, более 10 книг и учебников. Основные области научных интересов: абсорбция света и фотохимия, инфракрасная фотография и хемилюминесценция.
Опубликованные Плотниковым монографии «Photochemie» (1910), «Lehrbuch der allgemenien Photochemie» (1920, 2-е изд.: 1936), являлись в своё время популярнейшими учебниками в области фотохимии, а монография «Photochemische Versuchstechnik» (1912, 2-е изд.: 1928) служила справочной книгой для многих фотохимиков-экспериментаторов.